# Polish International 1992
Die Polish International 1992 im Badminton fanden vom 26. bis zum 29. März 1992 in der Politechnika Hall in Płock statt.

## Medaillengewinner
| Disziplin    | Gold                                  | Silber                                    | Bronze                        |
| ------------ | ------------------------------------- | ----------------------------------------- | ----------------------------- |
| Herreneinzel | Steve Butler                          | Pawel Uwarow                              | Mikhail Korshuk               |
| Herreneinzel | Steve Butler                          | Pawel Uwarow                              | Hans Sperre jr.               |
| Dameneinzel  | Marina Yakusheva                      | Natalja Ivanova                           | Rhona Robertson               |
| Dameneinzel  | Marina Yakusheva                      | Natalja Ivanova                           | Julia Martynenko              |
| Herrendoppel | Max Gandrup Christian Jakobsen        | Rudy Gunawan Haditono Dicky Purwotjugiono | Erik Lia Hans Sperre jr.      |
| Herrendoppel | Max Gandrup Christian Jakobsen        | Rudy Gunawan Haditono Dicky Purwotjugiono | Jerzy Dołhan Jacek Hankiewicz |
| Damendoppel  | Marina Yakusheva Marina Andrievskaia  | Rikke Broen Anne Søndergaard              | Diana Filipova Diana Koleva   |
| Damendoppel  | Marina Yakusheva Marina Andrievskaia  | Rikke Broen Anne Søndergaard              | Tammy Jenkins Rhona Robertson |
| Mixed        | Christian Jakobsen Marianne Rasmussen | Max Gandrup Rikke Broen                   | Thomas Damgaard Rikke Olsen   |
| Mixed        | Christian Jakobsen Marianne Rasmussen | Max Gandrup Rikke Broen                   | Jerzy Dołhan Bożena Haracz    |